# Azaguié Makouguié
Azaguié Makouguié est un village dans le Sud de la Côte d'Ivoire dans la région de l'Agnéby-Tiassa. Cette localité est rattachée à la sous-préfecture d'Azaguié.